# Joachim Henniges von Treffenfeld
Joachim Henniges von Treffenfeld (* 1610 in Klinke in der Altmark; † 31. Dezember 1688 auf seinem Gute Könnigde) war ein kurbrandenburgischer General.

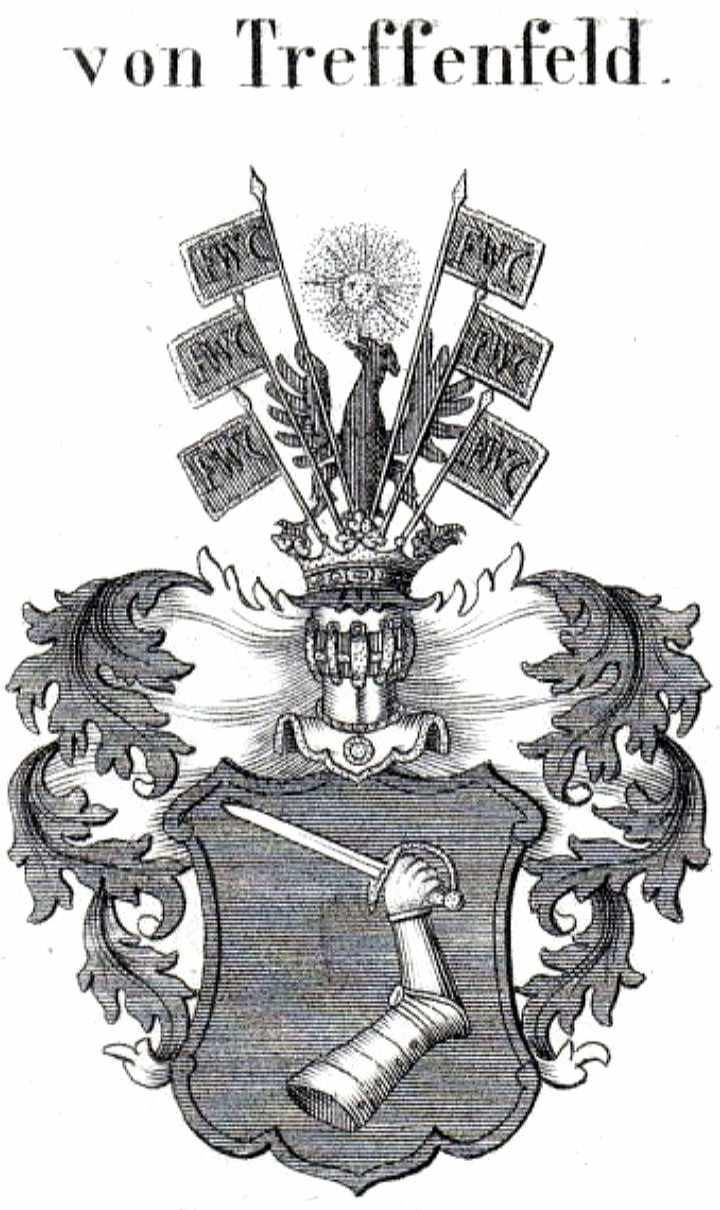
Das zuerkannte Adelswappen

## Leben
Der Bauernsohn Joachim Henniges riss während des Dreißigjährigen Krieges etwa im Alter von 17 Jahren von zuhause aus und trat als Musketier in brandenburgische Dienste. Im Jahr 1645 als Leutnant erwähnt, wurde er 1648 Rittmeister. Am 9. Oktober 1648 erwirbt er das Rittergut im Altmarkdorf Könnigde bei Bismark und wird im Juni 1649 damit belehnt. Im Kirchenrechnungsbuch von Könnigde heißt es zum Jahre 1649:
„Dominicia IV. post Trinitatis ist im Beisein des Herrn Rittmeisters Joachim Henniges, der nunmehr das jus patronatus mit den könnigschen Gütern an sich ercaufet hatte, gehalten worden ...“.
Nach der Schlacht bei Warschau beförderte ihn Kurfürst Friedrich Wilhelm im Juli 1656 zum Oberstwachtmeister und 1660 zum Oberstleutnant im Regiment Quast zu Pferde.
Im Holländischen Krieg zeichnete sich Henniges in den Feldzügen am Rhein und Westfalen als Anführer von Streifkorps mehrfach aus. Nach der Schlacht bei Fehrbellin verlieh ihm der Kurfürst auf dem Schlachtfeld am 28. Juni 1675 das Regiment des gefallenen Obersten Berend Joachim von Mörner und beförderte ihn zum Oberst. Im Jahr darauf adelte er ihn mit einem auf den Tag von Fehrbellin datierten Adelsbrief auf den Namen Hennigs von Treffenfeld.
Während der Jagd über das Kurische Haff trat Treffenfeld als Parteigänger und Anführer der Vorhut in Preußen hervor. Er eroberte 8 Fahnen und 700 mit Vorräten beladene Wagen und schlug am 30. Januar 1679 bei Splitter nahe Tilsit die schwedische Nachhut. Daraufhin wurde er zum Generalmajor befördert. Nach dem Frieden von Saint-Germain tat Treffenfeld ab 1679 keinen aktiven Dienst mehr.
Joachim Henniges von Treffenfeld war zu Lebzeiten und darüber hinaus als Reiterführer und Kriegsheld eine populäre Gestalt. Er war der erste, den der Große Kurfürst in den Adelsstand erhoben hatte.
Nach ihm wurde das altmärkische Ulanenregiment Nr. 16 in Salzwedel benannt.
Zudem setzte ihm Heinrich von Kleists in dem Drama Prinz Friedrich von Homburg oder die Schlacht bei Fehrbellin ein literarisches Denkmal.

## Familie
Joachim Henniges war in erster Ehe verheiratet mit Elise Kantzow. Das Paar hatte drei Söhne und eine Tochter. Nach dem Tod seiner ersten Frau heiratete er um 1664 Margarethe Sophie Striepe diese Verbindung blieb kinderlos.
- Nicolaus (1645/48–1675), kurbrandenburgischer Leutnant
  - Friedrich Vollrath (1669 – 27.03.1709), kurbrandenburgischer Kapitän, Herr auf Könnigde, Dobberkau und Wollenhagen ⚭ 1691 Sophie Elisabeth Petersen
- Sophie ⚭ Ernst Peters(en), kurbrandenburgischer Kapitän, Herr auf Wollenrade
- Johann Heinrich (1648/50– 27.04.1708) Altmärkischer Quartal-Gerichtsrat, kurbrandenburgisch-polnischer Oberstleutnant, Herr auf Könnigde, Dobberkau und Wollenhagen, ⚭ 1679 Eva Anna Sophie Striepe
- Georg Ludolf, Major ⚭ Charlotte Juliane von Damm

Mit dem Tod seines letzten Enkelsohnes Friedrich Georg Carl am 10. Januar 1779 starb die Familie im Mannesstamm aus. Seine Tochter Caroline Elis. Aug. Christiane (3. Mai 1758–29. April 1816) trug mit ihrer Heirat (20. April 1781) die Treffenfeldschen Erbgüter  Wilhelm Heinrich Ferdinand von Görne (* 13. Juni 1752, † 29. April 1793) zu.